# 中野由美
中野 由美（なかの ゆみ、1986年7月1日 - ）は、日本の女子水球選手。水球女子日本代表。兵庫県出身。東京女子体育大学卒業。東京都立稔ヶ丘高等学校教員。全藤村女子高校所属。

## 略歴
2014年9月、日本代表として韓国仁川で開かれたアジア大会に出場し銀メダル獲得。

## 参考資料
1. 1 2  “仁川アジア競技大会2014 ＞ 日本代表選手団 ＞ 中野 由美”.   2014 JAPANESE OLYMPIC COMMITTEE. 2020年8月10日閲覧。
2. 1 2  “Profile - NAKANO Yumi” (英語).   2014年仁川亞運會官方網站. 2014年10月2日時点のオリジナルよりアーカイブ。2020年8月10日閲覧。